# Sinutec
Sinutec je malá vesnice, část obce Libčeves v okrese Louny. Nachází se asi 3,5 kilometru západně od Libčevsi. V roce 2011 zde trvale žilo sedm obyvatel.
Sinutec je také název katastrálního území o rozloze 1,17 km².
Okolo vesnice prochází železniční trať Čížkovice–Obrnice, je zde i stejnojmenná železniční zastávka, ale trať je bez pravidelné osobní dopravy.

## Název
Pravděpodobný původní název vesnice Synuc byl odvozen přivlastňovací příponou z osobního jména Synut či Synuta ve významu Synutův dvůr. V historických pramenech se název objevuje ve tvarech: Cynus (1341), Smuc (1421), Synutce (1450), Senice (1454), Synucz (1469), Synutec (1504), Senutcze (1543), Synutecz (1559), Symnutecz (1600), Synutz (1664), Sinutz (1787) a Synutz (1833).

## Historie
První písemná zmínka o vesnici pochází z roku 1341.

## Obyvatelstvo
Při sčítání lidu v roce 1921 zde žilo 58 obyvatel (z toho 28 mužů), z nichž bylo jedenáct Čechoslováků a 47 Němců. Až na dva členy církve československé a jednoho člověka bez vyznání byli římskými katolíky. Podle sčítání lidu z roku 1930 měla vesnice 59 obyvatel: osmnáct Čechoslováků a 41 Němců. Kromě jednoho člena církve československé se hlásili k římskokatolické církvi.
|           | 1869 | 1880 | 1890 | 1900 | 1910 | 1921 | 1930 | 1950 | 1961 | 1970 | 1980 | 1991 | 2001 | 2011 |
| --------- | ---- | ---- | ---- | ---- | ---- | ---- | ---- | ---- | ---- | ---- | ---- | ---- | ---- | ---- |
| Obyvatelé | 91   | 78   | 74   | 71   | 65   | 58   | 59   | 23   | 20   | 21   | 19   | 1    | 1    | 7    |
| Domy      | 18   | 18   | 18   | 18   | 16   | 15   | 15   | 9    | 4    | 4    | 4    | 4    | 6    | 7    |

## Pamětihodnosti

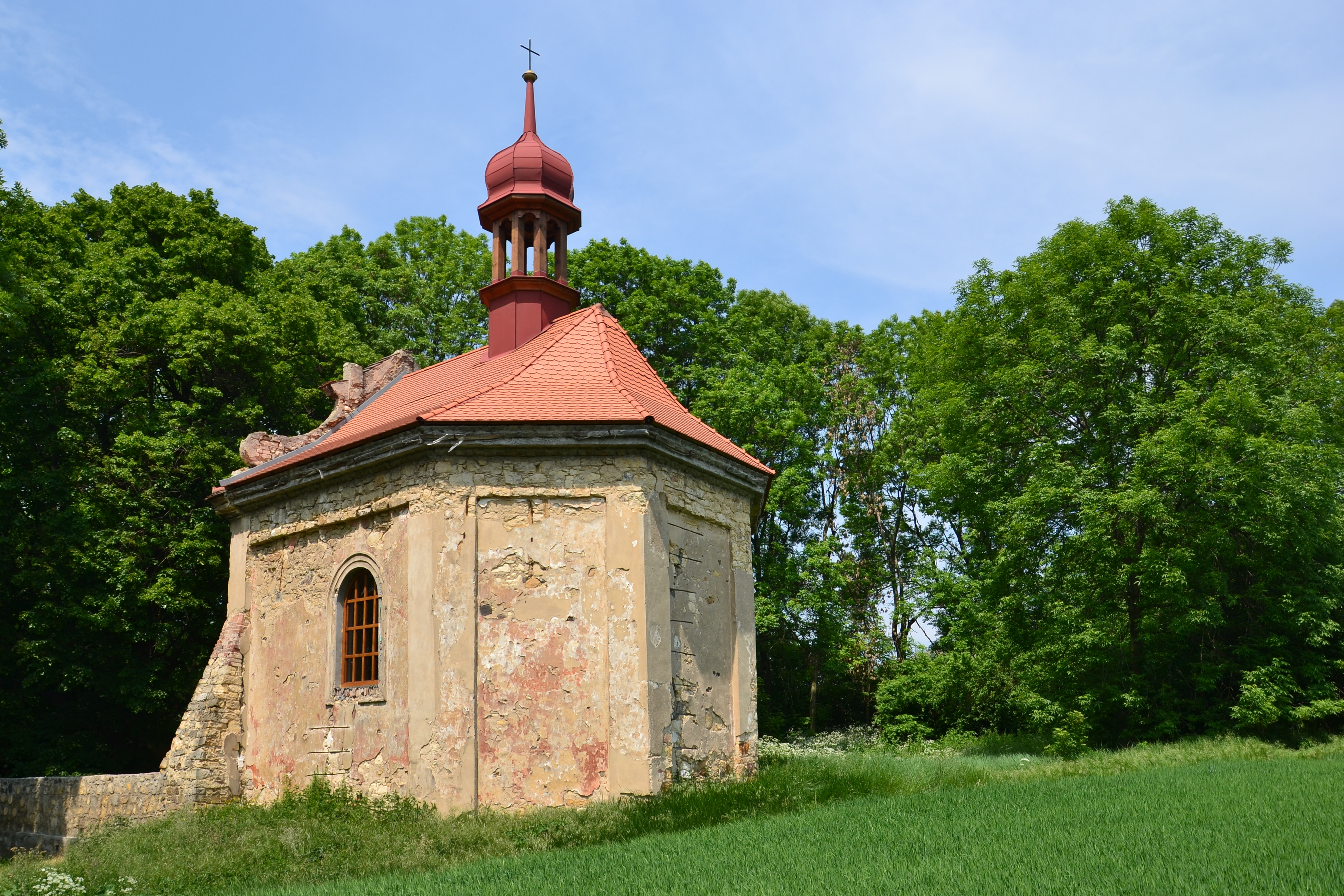
Kaple svatého Víta

Na severním okraji vesnice stojí barokní kaple svatého Víta z přelomu sedmnáctého a osmnáctého století chráněná jako kulturní památka. Před kaplí roste lípa chráněná jako památný strom.